# Ingerophrynus macrotis
Ingerophrynus macrotis es una especie de anfibios de la familia Bufonidae. Se encuentra en Camboya, India, Laos, Malasia, Birmania, Tailandia, Vietnam y posiblemente China. Su hábitat natural incluye bosques secos tropicales o subtropicales, montanos secos, zonas de arbustos y marismas intermitentes de agua dulce.